# 条顿骑士团教堂

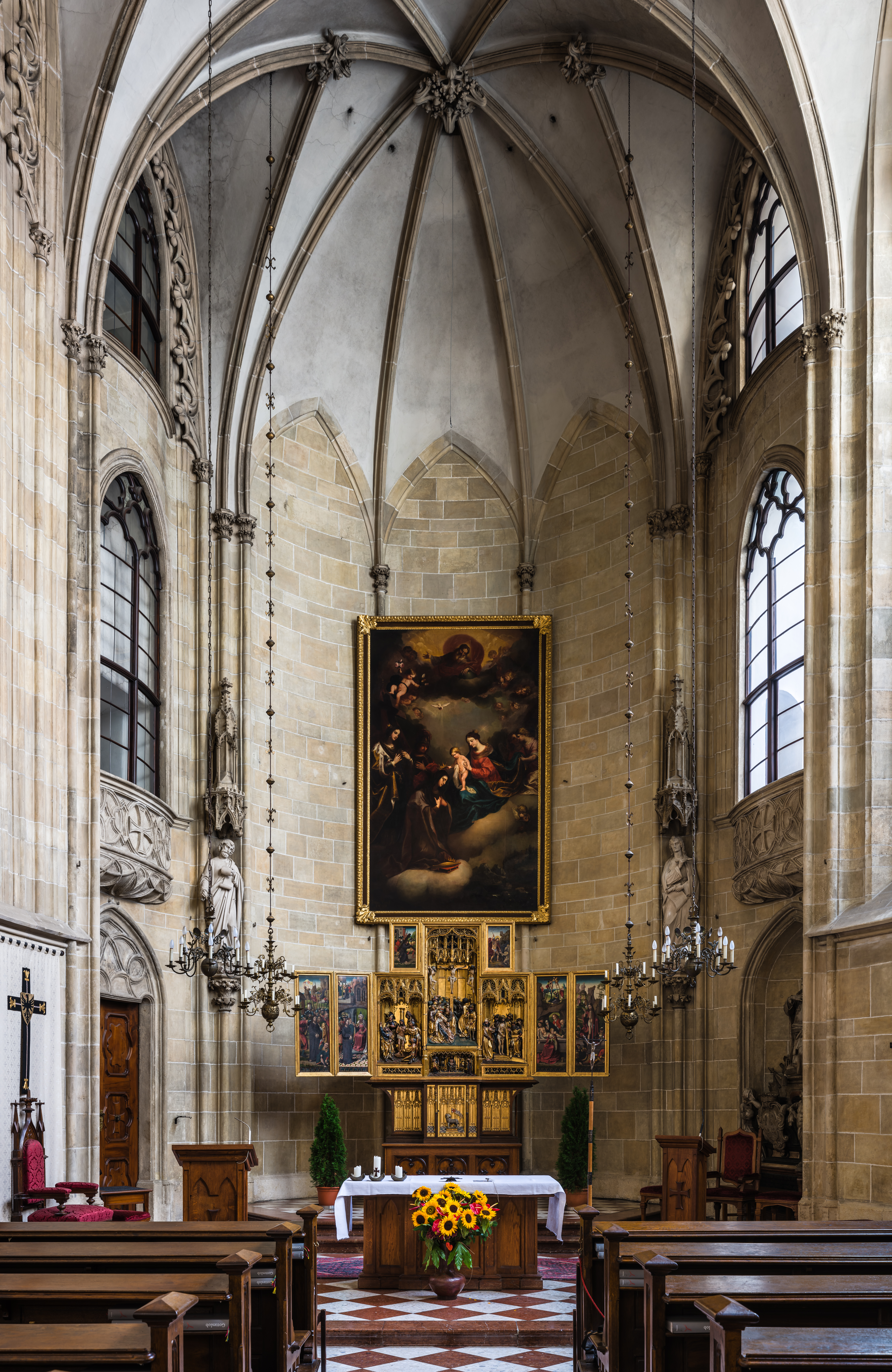
条顿骑士团教堂内部

地图

条顿骑士团教堂（德语：Deutschordenskirche），也称匈牙利的圣伊丽莎白教堂（德語：Hl. Elisabeth von Ungarn）是奥地利首都维也纳市中心的一座罗马天主教教堂，靠近斯蒂芬广场，由条顿骑士团创建于12世纪末，目前大团长驻扎在此。 
这座教堂的建筑风格为哥特式，面向西南方，长25米，宽10米，可容150人，兴建于1326－1375年，主保圣人是匈牙利的伊丽莎白。1720年改建为巴洛克式。墙壁装饰着众多的条顿骑士团徽章，以及墓碑。